# Coppa Intercontinentale 2016 (calcio a 5)
La Coppa Intercontinentale 2016 di calcio a 5 è stata l'11ª edizione della competizione ufficialmente riconosciuta dalla FIFA. Tutte le gare previste sono state disputate a Doha, in Qatar dal 24 giugno al 29 giugno 2016.

## Formula
Il torneo prevede due gironi da quattro squadre ciascuno con formula all'italiana, ossia partite in gara unica. Le prime due si qualificano per le semifinali.

## Squadre partecipanti
| Squadra         | Confederazione | Qualificata in quanto                             | Ultima partecipazione |
| --------------- | -------------- | ------------------------------------------------- | --------------------- |
| Al-Rayyan       | AFC            | Vincitrice della Qatar Futsal League 2015-2016    | Esordiente            |
| Barcellona      | UEFA           | Secondo posto nella Primera División 2015-2016    | 1997                  |
| Benfica         | UEFA           | Invitata                                          | 2011                  |
| Carlos Barbosa  | CONMEBOL       | Vincitrice della Liga Futsal 2015                 | 2013                  |
| Dinamo Mosca    | UEFA           | Vincitrice della Russian Super League 2015-2016   | 2013                  |
| Inter           | UEFA           | Vincitrice della Primera División 2015-2016       | 2012                  |
| Tasisat Daryaei | AFC            | Vincitrice dell'AFC Futsal Club Championship 2015 | Esordiente            |
| BF Magnus       | CONMEBOL       | Invitata                                          | Esordiente            |

## Fase a gironi

### Gruppo A
| Squadra                             | P.ti | G | V | N | P | GF | GS | DR |
| ----------------------------------- | ---- | - | - | - | - | -- | -- | -- |
| Futbol Club Barcelona               | 7    | 3 | 2 | 1 | 0 | 10 | 7  | +3 |
| Associação Carlos Barbosa de Futsal | 4    | 3 | 1 | 1 | 1 | 9  | 9  | 0  |
| MFK Dinamo Moskva                   | 4    | 3 | 1 | 1 | 1 | 7  | 7  | 0  |
| Tasisat Daryaei Futsal Club         | 1    | 3 | 0 | 1 | 2 | 7  | 10 | -3 |

| Squadra 1       | Risultato   | Squadra 2       |
| 1ª giornata     | 1ª giornata | 1ª giornata     |
| --------------- | ----------- | --------------- |
| Dinamo Mosca    | 3 - 2       | Carlos Barbosa  |
| Tasisat Daryaei | 2 - 4       | Barcellona      |
| 2ª giornata     |             |                 |
| Barcellona      | 3 - 2       | Dinamo Mosca    |
| Carlos Barbosa  | 4 - 3       | Tasisat Daryaei |
| 3ª giornata     |             |                 |
| Carlos Barbosa  | 3 - 3       | Barcellona      |
| Tasisat Daryaei | 2 - 2       | Dinamo Mosca    |

### Gruppo B
| Squadra                | P.ti | G | V | N | P | GF | GS | DR |
| ---------------------- | ---- | - | - | - | - | -- | -- | -- |
| Al-Rayyan Sports Club  | 6    | 3 | 2 | 0 | 1 | 8  | 6  | +2 |
| Sorocaba Futsal        | 6    | 3 | 2 | 0 | 1 | 7  | 6  | +1 |
| Inter Fútbol Sala      | 4    | 3 | 1 | 1 | 1 | 3  | 3  | 0  |
| Sport Lisboa e Benfica | 1    | 3 | 0 | 1 | 2 | 5  | 8  | -3 |

| Squadra 1   | Risultato   | Squadra 2   |
| 1ª giornata | 1ª giornata | 1ª giornata |
| ----------- | ----------- | ----------- |
| Al-Rayyan   | 1 - 2       | Inter       |
| Benfica     | 2 - 4       | Sorocaba    |
| 2ª giornata |             |             |
| Sorocaba    | 2 - 4       | Al-Rayyan   |
| Inter       | 1 - 1       | Benfica     |
| 3ª giornata |             |             |
| Al-Rayyan   | 3 - 2       | Benfica     |
| Sorocaba    | 1 - 0       | Inter       |

## Fase a eliminazione diretta

### Tabellone
|  | Semifinali      | Semifinali      | Semifinali     |                |                 | Finale          | Finale          | Finale          |  |
|  |                 |                 |                |                |                 |                 |                 |                 |  |
|  | Barcellona      | Barcellona      | 3 (1)          |                |                 |                 |                 |                 |  |
|  | Barcellona      | Barcellona      | 3 (1)          |                |                 |                 |                 |                 |  |
|  | BF Magnus (dtr) | BF Magnus (dtr) | 3 (3)          |                |                 |                 |                 |                 |  |
|  | BF Magnus (dtr) | BF Magnus (dtr) | 3 (3)          |                | BF Magnus (dts) | BF Magnus (dts) | 4               |                 |  |
|  |                 |                 |                |                | BF Magnus (dts) | BF Magnus (dts) | 4               |                 |  |
|  |                 |                 | Carlos Barbosa | Carlos Barbosa | 3               |                 |                 |                 |  |
|  | Al-Rayyan       | Al-Rayyan       | Carlos Barbosa | Carlos Barbosa | 3               | 0               |                 |                 |  |
|  | Al-Rayyan       | Al-Rayyan       |                |                |                 | 0               |                 |                 |  |
|  | Carlos Barbosa  | Carlos Barbosa  | 3              |                |                 | Finale 3º posto | Finale 3º posto | Finale 3º posto |  |
|  | Carlos Barbosa  | Carlos Barbosa  | 3              |                |                 |                 |                 |                 |  |
|  |                 |                 |                |                |                 |                 |                 |                 |  |
|  |                 |                 |                |                |                 | Barcellona      | Barcellona      | 6               |  |
|  |                 |                 |                |                |                 | Barcellona      | Barcellona      | 6               |  |
|  |                 |                 |                |                |                 | Al-Rayyan       | Al-Rayyan       | 1               |  |

### Semifinali
| Doha 28 giugno 2016, ore 21:00                                                                                        | Barcellona           | 3 – 3 (d.t.s.) (1-1, 3-3, 3-3) referto | BF Magnus | Ali Bin Hamad al-Attiyah Arena |
| Lozano 18’ , 38’ Tolrà 29’ Marcatori 10’ Falcão 22’ , 40’ Simi Lozano Ferrão Tiri di rigore 1 – 3 Rodrigo Simi Falcão |                      |                                        |           |                                |
| |                      |                                        |           |                                |
| Lozano 18’, 38’ Tolrà 29’                                                                                             | Marcatori            | 10’ Falcão 22’, 40’ Simi               |           |                                |
| Lozano Ferrão | Tiri di rigore 1 – 3 | Rodrigo Simi Falcão                    |           |                                |

| Doha 28 giugno 2016, ore 23:00                     | Al-Rayyan | 0 – 3 (0-3) referto                      | Carlos Barbosa | Ali Bin Hamad al-Attiyah Arena |
| Marcatori 6’ Canabarro 13’ Zico 17’ Felipe Valério |           |                                          |                |                                |
|                                                    |           |                                          |                |                                |
|                                                    | Marcatori | 6’ Canabarro 13’ Zico 17’ Felipe Valério |                |                                |

### Finale 3º posto
| Arbitri: | Pascal Lemal Alessandro Malfer |

|                                                   |           |                      |
| Aicardo 5’, 38’ Lin 14’, 27’ Cejudo 20’ Wilde 35’ | Marcatori | 31’ (aut.) Domínguez |

### Finale
| Arbitri: | Fernando Gutiérrez Francisco Peña |

|                                               |           |                                     |
| Menezes 18’ Mithyuê 41’ Simi 41’ Neguinho 46’ | Marcatori | 32’ Canabarro 43’ Grillo 46’ Murilo |